# Acatlán de Pérez Figueroa
Acatlán de Pérez Figueroa è un comune del Messico, situato nello stato di Oaxaca, il cui capoluogo è la località omonima.